# Kenny Ridwan

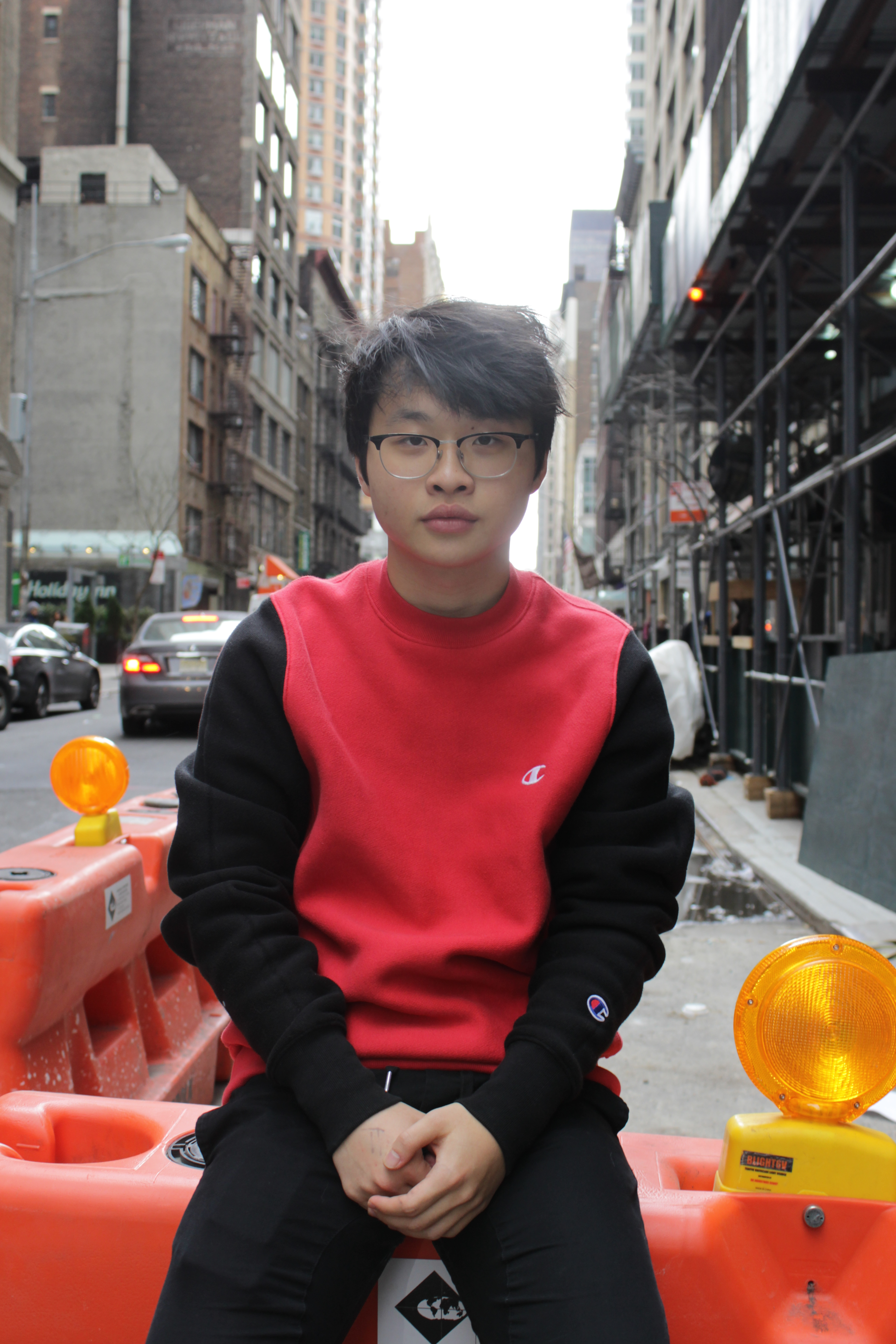

Kenny Ridwan (* 27. Mai 1999 in Bellevue) ist ein US-amerikanischer Schauspieler. Bekannt ist er durch die Rolle des Gideon aus der Serie Die Thundermans.

## Leben
Ridwan wuchs in einer chinesischstämmigen und amerikanischstämmigen Familie auf. Seine Eltern brachten ihm chinesische Kultur, Kunst und Geschichte bei. Er studierte an der Columbia University in New York City.

## Karriere
Ridwan hatte zahlreiche Auftritte, so ist er z. B. in der Comedyserie Die Goldbergs als Dave Kim zu sehen. Er hatte auch einen Gastauftritt in der Serie House of Lies.

## Filmographie
- 2013: Wendell & Vinnie
- 2013–2018: Die Thundermans
- 2013–2023: Die Goldbergs